# Lü Wencheng
Lü Wencheng (呂文成S) (Zhongshan, 12 marzo 1898 – Hong Kong, 22 agosto 1981) è stato un compositore e musicista cinese, considerato un maestro della musica cantonese e della musica popolare Guangdong.
A lui, durante gli anni venti, si deve l'ideazione, o forse solo lo sviluppo in collaborazione, del gaohu, strumento musicale derivato dall'erhu, cambiandone l'altezza, utilizzando corde in acciaio invece che in seta e cambiando la posizione di esecuzione spostandola dalla coscia a quella tra le ginocchia. Nel 1930 ha composto Luna autunnale sopra il lago calmo (平湖秋月S) che rimane una delle opere più note di musica cantonese.